# Tomica Earth Granner 地球防衛隊
《Tomica Earth Granner 地球防衛隊》（トミカ絆合体アースグランナー）是Takara Tomy為紀念其多美小汽車產品線發售50週年而推出的電視動畫系列，也是繼《多美卡超級救援DRIVE HEAD機動救急警察》之後的第二部以多美小汽車為主題的電視動畫作品。

## 故事大綱
來自外太空、以奪取地球自轉能量「大地能量」為目標而侵略地球的神秘敵人「黑暗侵略者」（ダークスピナー）出現了！為了阻止它們的野心，人類成立了地球防衛隊「先鋒聯盟」。為了守護地球的未來，雷牙與空牙這對雙胞胎兄弟變身成為「先鋒 R」和「先鋒 K」，駕駛著各自的伙伴車輛們進行友情合體，共同展開對抗怪物的激烈戰鬥。

## 登場人物

### 地球防衛隊 先鋒聯盟（）
驅動 雷牙
配音員：石上靜香（日本）；錢欣郁（台灣）；徐慧（中国大陆）
本作主角之一，雙胞胎兄弟中的弟弟，12歲，生日為2月2日。代號為「先鋒 R」，具有任何事都盡力而為的性格。
官方人氣投票榜第三名。
驅動 空牙
配音員：櫻井春名（日本）；張乃文（台灣）；蒋丽（中国大陆）
本作主角之一，雙胞胎兄弟中的哥哥，同為12歲，生日同為2月2日。代號為「先鋒 K」，具有既聰明又酷的性格。
官方人氣投票榜第四名。
熊貓 驅
配音員：內田雄馬（日本）；萬萬（台灣）；刘飞（中国大陆）
凛的哥哥，14歲，生日為9月18日。最喜歡的動物是劍齒虎。代號為「先鋒 X」。一年前劍齒虎的測試發生問題時擔心先鋒聯盟會因此將其報廢，因而帶其一同離開，並從此在穆雷烏瑪市秘境「索斯普泉」附近過著與世隔絕的生活。第25話決定回歸到先鋒聯盟。
官方人氣投票榜第五名。
喬·派克羅
配音員：堀江瞬（日本）；鈕凱暘（台灣）
先鋒聯盟美國支部的牛仔，14歲，生日為1月6日。代號為「先鋒 J」，具有開朗友善的性格。
官方人氣投票榜第二名。
馬赫 豪
配音員：福山潤（日本）；喬資淯（台灣）；马洋（中国大陆）
知名的賽車手，先鋒聯盟的活躍成員，20歲，生日為5月5日。曾為先鋒候選者之一，一直夢想成為真正的先鋒。第26話起正式成為先鋒，代號為「先鋒 G」。
官方人氣投票榜第一名。
驅動 馬力
配音員：樫井笙人（日本）；鈕凱暘（台灣）
雷牙和空牙的父親，負責研發先鋒聯盟各載具的天才科學家。
熊貓 育三
配音員：鷲見昂大（日本）；梁興昌（台灣）
先鋒聯盟的司令官。
熊貓 凛
配音員：陶山惠實里（日本）；張乃文（台灣）；徐慧（中国大陆）
育三的女兒，先鋒聯盟的操作員。實際上亦為與雷牙、空牙同齡的小學生。生日為9月10日。
加隆
配音員：遠藤綾（日本）；萬萬（台灣）；蒋丽（中国大陆）
馬力博士開發的機器人，以大地能量作為驅動能源。
珍妮佛
配音員：佐藤花（日本）；錢欣郁（台灣）
先鋒聯盟澳洲支部的開發主任。
國道 茂
配音員：手塚弘道（日本）
先鋒聯盟的研究員，超古代文明專家。多年前發現世界各地的超古代文明都在某特定時期間因不明原因全部消失，而同時另一個擁有更高科技的文明卻開始興起，因而提出了「超超古代文明」的假說，並認為超古代文明和超超古代文明皆為外星人所建立，但被學術界批評荒謬可恥。生日為5月9日。
亞特邦
配音員：佐藤花
先鋒聯盟的研究員，國道的助手，20歲，生日為3月21日。為了照顧總是為了研究而廢寢忘食的國道教授而練就一身好廚藝，最喜歡吃披薩。

### 城野動物園（）[note 2]
史蒂夫
配音員：福山潤（日本）；喬資淯（台灣）
動物園裡的飼育長。
驅動 圓
配音員：遠藤綾（日本）；萬萬（台灣）
雷牙和空牙的母親，動物園裡的獸醫。

### 黑暗侵略者（）
一群來自外太空的神秘入侵者，試圖奪取地球的大地能量以用於復原其因發生地極移動而毀滅的母星「暗黑星」。
薔芭
配音員：若井友希（日本）；萬萬（台灣）；王愫稣（中国大陆）

克拉奇
配音員：中西正樹（日本）；戴超行（中国大陆）

奧伊拉（日本）
配音員：藤原聖侑（日本）；马洋（中国大陆）
黑暗侵略者中的機械工，負責維修飛碟及母船歐。
彈彈
配音員：山口智廣
奧伊拉的搭檔機器人，負責幫黑暗侵略者蒐集情報。
布萊克
配音員：中務貴幸
薔芭的父親、暗黑陀螺的領導者，其軀體於逃出暗黑星的途中遭受蔓延於星球地表的不明黏液吞噬並消失，其意識隨後自行轉移並寄宿於暗黑陀螺母船「歐」上的一塊電路板中，因此動畫中皆以全息影像的形象出現。第40話起因該電路板受薩比影響逐漸鏽蝕而開始出現異常舉止，第42話發現薩比存在後被後者關機，後於第48話再次復活。口頭禪是「別忘了我可是布萊克大人！」。

### 宇宙超超古代文明
白獅／百獸之王
配音員：水島裕
獅頭人身的外星人，數千萬年前由於母星被薩比消滅而和天之霸主一起逃至地球，為了預防薩比追來而將既有的超古代文明提升為超超古代文明，但後來還是不敵薩比而被消滅，其意識保留在位於中國薩江省的白獅神廟中。第32話開頭托夢給獅王要他證明自己配得上「百獸之王」的稱號，隨後於薔芭抵達白獅神廟遺跡時以巨大白獅的樣貌正式出現並向獅王發起挑戰，後被地球防衛隊猛獅迅豹紅翼戰甲形態擊敗，承認獅王確實配得上「新世代的百獸之王」稱號後消失。第43話國道教授和亞特邦將兩片石碑組合後再次出現並附身在國道教授身上，向地球防衛隊成員們解釋超超古代文明及薩比來襲事件後又再度消失。
白鷹／天之霸主
配音員：野島昭生
鷹頭人身的外星人，數千萬年前由於母星被薩比消滅而和百獸王一起逃至地球，為了預防薩比追來而將既有的超古代文明提升為超超古代文明，但後來還是不敵薩比而被消滅，其意識保留在白鷹神廟中存放的石碑中。第41話托夢給鷹王並質問他保衛地球的目的為何，隨後於國道教授抵達白鷹神廟遺跡取得石碑時以巨大白鷹的樣貌正式出現在鷹王面前，後被地球防衛隊翔鷹飛鯊藍翼戰甲形態擊敗，承認鷹王能夠成功保衛地球免於毀滅後消失。第43話國道教授和亞特邦將兩片石碑組合後再次出現並附身在亞特邦身上，向地球防衛隊成員們解釋超超古代文明及薩比來襲事件後又再度消失。

### 薩比
薩比
配音員：梁田清之
毀滅「宇宙超超古代文明」以及黑暗侵略者母星「暗黑星」的元兇。藉由腐蝕承載布萊克意識的電路板而入侵母船歐，使其變形成巨大怪獸「薩比破壞者」。目標是毀滅地球。

### 其他
阿哲
配音員：山口智廣
雷牙和空牙的同學。
驅動 萬力
配音員：樫井笙人（日本）；周學禮（台灣）
雷牙和空牙的祖父，歐雷修車廠的工頭，被尊稱為「頂尖工匠」。曾經擔任地球防衛隊的維修主任。
茱莉亞
配音員：菊永あかり
來自巴西的壽司愛好者，為了學習做壽司而來到日本。

配音員：森永理科
一位熱愛探險的少年。第14話在口山市秋吉台地的鍾乳洞中目擊到黑暗侵略者並誤以為自己發現了地底人而向地球防衛隊通報，並要求前來調查的先鋒R和先鋒K稱其為隊長。

## 登場機體

### 車輛
核心先鋒飛車獅王
先鋒R專用的特殊小型車輛，可裝載進入猛獸先鋒獅王成為其駕駛艙。
核心先鋒飛車鷹王
先鋒K專用的特殊小型車輛，可裝載進入猛獸先鋒鷹王成為其駕駛艙。
核心先鋒飛車劍齒虎
先鋒X專用的特殊小型車輛，可裝載進入猛獸先鋒劍齒虎成為其駕駛艙。
核心先鋒飛車野牛
先鋒J專用的特殊小型車輛，可裝載進入猛獸先鋒野牛成為其駕駛艙。
核心先鋒飛車霸王龍
先鋒G專用的特殊小型車輛，可裝載進入猛獸先鋒霸王龍成為其駕駛艙。

#### 大型車輛（猛獸先鋒）
動物造型並分別擁有不同動物AI的特殊大型車輛，其中上半身機體以及紅、藍翼龍的AI為將死去動物之意識復活轉移至機械中而成並具備語言能力，至於下半身機體以及暗鴉則無法言語，其意識是否同為死去動物意識之復活抑或是僅為一般人工智慧目前尚無從得知，但同樣具有對應動物之習性。
猛獸先鋒獅王
配音員：檜山修之（日本）；鈕凱暘（台灣）；陈伟（中国大陆）
雷牙的伙伴，擁有獅子之動物Al的特殊大型車輛，具有充滿自信的火爆性格，弱點是怕水。必殺技為「雄獅猛擊」。
猛獸先鋒迅豹
擁有獵豹之動物Al的特殊大型車輛，與獅王同屬貓科動物，因而同樣怕水。
猛獸先鋒鷹王
配音員：日野聰（日本）；梁興昌（台灣）；戴超行（中国大陆）
空牙的伙伴，擁有老鷹之動物Al的特殊大型車輛，具有冷靜沉著的紳士性格。必殺技為「翔鷹風暴」。
猛獸先鋒飛鯊
由地球防衛隊的澳洲基地研發的機體，擁有鯊魚之動物Al的特殊大型車輛。
猛獸先鋒劍齒虎
配音員：田島章寬（日本）；刘飞（中国大陆）
驅的夥伴，擁有劍齒虎之動物AI的特殊大型車輛。對於其意識被人類復活並困於機械軀體中感到無法諒解，一年前於一次駕駛訓練中因分神思考此問題、未注意路況而失控撞上道路側壁，被育三認定為行為異常並因而被植入了可自外部手動重置其記憶的緊急按鈕程序。隨後對先鋒聯盟感到絕望並開始拒絕接受由人類提供之大地能量以迫使後者中止開發計劃，後與伙伴熊貓驅一同離開先鋒聯盟。必殺技為「劍齒突破」。
猛獸先鋒黑豹
擁有黑豹之動物AI的特殊大型車輛。
猛獸先鋒暗鴉
擁有烏鴉之動物AI的特殊大型車輛，特點是喜歡閃亮的物品，因此在被喬帶回先鋒聯盟總部時奪走裝有劍齒虎形態轉換飛車的箱子並破壞基地而逃出。
猛獸先鋒野牛
配音員：手塚弘道
喬的伙伴，擁有水牛之動物Al的特殊大型車輛，因身為草食性動物，當別人在他面前提到牛肉時會感到恐懼。必殺技為「野牛衝撞」。
猛獸先鋒野牛 競技衝鋒模式
猛獸先鋒野牛特有、不同於形態轉換之特殊模式。將配掛於機體左側之盾牌零件移置於車頂成為坐墊並向前上方延伸出握把，可使其他任一地球防衛隊機器人騎坐其上。僅於第33話與第46話中使用並分別由地球防衛隊劍齒虎黑豹以及猛獅迅豹搭乘。
猛獸先鋒凶鱷
擁有鱷魚之動物Al的特殊大型車輛。
猛獸先鋒霸王龍
配音員：大畑伸太郎
豪的伙伴，擁有暴龍之動物Al的特殊大型車輛，意識來源為先鋒聯盟加拿大支部大廳牆上懸掛的暴龍化石。必殺技為「霸王龍馬赫驅動」。
猛獸先鋒三角龍
擁有三角龍之動物Al的特殊大型車輛。
猛獸先鋒紅翼龍、猛獸先鋒藍翼龍
配音員：淺利遼太（紅翼龍）、安田陸矢（藍翼龍）
兩者實際上並非由先鋒聯盟建造的猛獸先鋒，而是宇宙超古代文明的產物，但擁有與猛獸先鋒類似的動物意識，彼此為雙胞胎兄弟關係。說話帶有關西腔，口頭禪為「為什麼啦？」。
昔日為霸王龍的老友，本名分別為「阿紅」以及「阿藍」。後被宇宙超古代文明改造成機械並訂有合約成為史賓尼格「蜂鳥怪」的守護者，並與之一同被封印於遺跡「南得斯加地面圖」中長達七千萬年，直到第30話中被克拉奇喚醒，但以該合約經過七千萬年早已失效為由而拒絕服從後者的指令。後被霸王龍認出並隨後決定轉投地球防衛隊陣營，三位老友重聚並進行原創的「戰甲轉換」合體共同將蜂鳥怪擊退。

### 友情合體
地球防衛隊 猛獅迅豹
以猛獸先鋒獅王為上半身、猛獸先鋒迅豹為下半身、核心先鋒飛車獅王為駕駛艙的合體。全長24.5公尺，重量27.2噸，必殺技為「極速先鋒劍」。初次登場於第1話。
地球防衛隊 猛獅迅豹 渦輪火焰形態
該機體進行形態轉換後得到炎之能量的強化形態，初次登場於第5話。
地球防衛隊 猛獅迅豹 扭力岩形態
該機體進行形態轉換後得到岩之能量的強化形態，初次登場於第12話。
地球防衛隊 猛獅迅豹 GT-R形態
該機體進行型態轉換後得到日產GT-R跑車的車魂的強化形態，初次登場於第20話。
地球防衛隊 猛獅迅豹 紅翼戰甲形態
該機體和猛獸先鋒紅翼龍合體的強化形態。初次登場於第31話。
地球防衛隊 獸神猛獅迅豹
該機體進行獸神轉換後得到遠古文明遺民「百獸王」靈魂的力量的強化形態，基於其靈魂不穩定性的限制，每次發動後僅能維持3分鐘。初次登場於第46話。
地球防衛隊 翔鷹迅豹
以猛獸先鋒鷹王為上半身、猛獸先鋒迅豹為下半身、核心先鋒飛車鷹王為駕駛艙的合體。必殺技為「極速先鋒槍」。初次登場於第2話。
地球防衛隊 翔鷹迅豹 氣旋龍捲形態
該機體進行形態轉換後得到風之能量的強化形態，初次登場於第4話。
地球防衛隊 翔鷹飛鯊
以猛獸先鋒鷹王為上半身、猛獸先鋒飛鯊為下半身、鷹王核心先鋒飛車為駕駛艙的合體。全長25.7公尺，重量23.5噸，必殺技為「噴射箭」。
地球防衛隊 翔鷹飛鯊 氣旋龍捲形態
同翔鷹迅豹之氣旋龍捲形態，該機體進行形態轉換後得到風之能量的強化形態，初次登場於第10話。
地球防衛隊 翔鷹飛鯊 螺旋驚濤形態
該機體進行形態轉換後得到波之能量的強化形態，初次登場於第12話。
地球防衛隊 翔鷹飛鯊 Supra形態
該機體進行型態轉換後得到豐田Supra跑車的車魂的強化型態，初次登場於第24話。
地球防衛隊 翔鷹飛鯊 藍翼戰甲形態
該機體和猛獸先鋒藍翼龍合體的強化形態。初次登場於第38話。
地球防衛隊 獸神翔鷹飛鯊
該機體進行獸神轉換後得到遠古文明遺民「天霸主」靈魂的力量的強化形態，基於其靈魂不穩定性的限制，每次發動後僅能維持3分鐘。初次登場於第46話。
地球防衛隊 戟虎黑豹
以猛獸先鋒劍齒虎為上半身、猛獸先鋒黑豹為下半身、猛獸先鋒暗鴉為武器、核心先鋒飛車劍齒虎為駕駛艙的合體。全長29.2公尺，重量33.5噸，必殺技為「十字迴旋鏢」。初次登場於第10話。
地球防衛隊 戟虎黑豹 閃電漂移形態
該機體進行形態轉換後得到雷之能量的強化形態，初次登場於第19話。
地球防衛隊 戟虎黑豹 暴風雪形態
該機體進行形態轉換後得到冰之能量的強化形態，初次登場於第25話。
地球防衛隊 戟虎黑豹 NSX形態
該機體進行形態轉換後得到本田NSX跑車的車魂的強化形態，初次登場於第29話。
地球防衛隊 野牛凶鱷
以猛獸先鋒野牛為上半身、猛獸先鋒凶鱷為下半身、核心先鋒飛車野牛為駕駛艙的合體。全長28.0公尺，重量31.2噸，使用武器為「揮天長斧」以及「鑽角火炮」，必殺技為兩者合體之「揮天輪錘」。初次登場於第16話。
地球防衛隊 霸王三角龍
以猛獸先鋒霸王龍為上半身、猛獸先鋒三角龍為下半身、核心先鋒飛車暴龍為駕駛艙的合體。全長30.5公尺，重量35噸，必殺技為「馬赫暴龍聖光劍」。初次登場於第26話。
地球防衛隊 霸王三角龍 雙翼戰甲形態
該機體同時和猛獸先鋒紅翼龍及藍翼龍合體的強化形態。初次登場於第30話。

## 用語
大地能量
由地球自轉產生的能量，是核心先鋒飛車及猛獸先鋒的動力來源。
友情指數
用以表示先鋒與猛獸先鋒間精神連結強度的數值。
全速氣旋決鬥
地球防衛隊機體間利用旋轉充能功能互相奪取對方能量的戰鬥方式。
大地能量補給站
先鋒聯盟設置在世界各地的補給站，供猛獸先鋒補充大地能量使用。
爺爺先鋒車魂系統/JG車魂系統
萬力設計的一款裝置，用來將萬力對車的強烈意志「車魂」注入特製的形態轉換先鋒飛車中，使核心先鋒飛車或地球防衛隊機體的力量更加強化。

### 先鋒裝備與武器
核心先鋒飛車
以核心先鋒飛車為造型的小車型道具，內部存有大地能量，裝載於大地增幅器上可使人變身為先鋒。
形態轉換先鋒飛車
特殊造型的小車型道具，裝著於大地增幅器上可使猛獸先鋒或地球防衛隊機體獲得不同屬性的能力。
大地增幅器
配音：マックスウェル・パワーズ
讓先鋒變身以及發動必殺技用的手鐲型道具。進入核心先鋒飛車時即會自動裝備至先鋒的左手腕上。
大地之輪
先鋒使用的方向盤造型道具，一般作為核心先鋒飛車的方向盤使用，戰鬥時可變形為輪轉劍或輪轉槍等二種手持式武器進行攻擊。

### 黑暗侵略者相關用語
暗黑能量
黑暗侵略者所使用的能量，可由大地能量轉化而成。
斯比尼姆反應
由外星生命體帶來的來自外太空的物質在地球上產生的特殊反應，可用來偵測黑暗侵略者在地表的行動。另外，宇宙超古代文明遺跡會產生更強大的超級斯比尼姆反應。
飛碟
黑暗侵略者搭乘的個人載具，外型類似指尖陀螺。
反轉曼波
黑暗侵略者將大地能量轉化成暗黑能量時跳的特殊舞蹈。
宇宙怪獸侵略者/史賓格
黑暗侵略者利用麥田圈（ミステリーサークル）召喚出的怪獸。吸收足夠的暗黑能量後可和黑暗侵略者的飛碟合體並進化成第二型態。

### 超古代文明相關用語
宇宙超古代文明
遠古時期外星人在地球遺留下的文明，在某一時期因不明原因突然消失（後來證實為薩比所致），留下遍佈全球的各種遺跡。
守護者
配音員：內田修一 (第23、24、34話)、相澤有紀（第25話）、山口智廣（第29話）
超古代文明的守衛機器人，駐守在各個遺跡之中。
史賓尼格
超古代文明遺跡中的防禦系統，以暗黑能量為動力來源。可藉由其中樞水晶和黑暗侵略者成員身上的寶石進行感應而啟動。當中樞水晶被破壞時就會變回原本的遺跡。
宇宙超超古代文明
擁有比超古代文明更為先進的科技的遠古文明，其實為百獸王和天霸主來到地球後，為了預防薩比來襲而將既有的超古代文明提升而成，但後來還是不敵薩比而被消滅。其遺留刻有白獅和白鷹圖樣的石板被認為是能夠擊退薩比的關鍵。

## 電視動畫

### 主題曲
片頭曲
「世界需要你的時候到了」
主唱：大石昌良
片尾曲
「我們是英雄」
作詞、作曲、編曲：島崎貴光，主唱：凛、原田謙太，舞蹈：金太郎。

### 各集列表
| 話數             | 日文標題 | 台灣標題                           | 中國大陸標題 | 劇本       | 分鏡       | 演出       | 作畫監督                              | 日本 播放日期 |
| ---------------- | -------- | ---------------------------------- | ------------ | ---------- | ---------- | ---------- | ------------------------------------- | ------------- |
| 第1話            |          | 出發！地球防衛隊 猛獅迅豹！        |              | 山田由香   | 後信治     | 吉本毅     | 難波功                                | 2020年 4月5日 |
| 第2話            |          | 疾風！地球防衛隊 翔鷹迅豹！        |              | 後信治     | 中川聰     | 日下直義   | 橫山隆                                | 4月12日       |
| 第3話            |          | 衝衝衝！馬赫豪！                   |              | 後信治     | 宮﨑渚     | 藤代和也   | 石動仁 小宮山由美子 白石悟            | 4月19日       |
| 第4話            |          | 形態轉換！氣旋龍捲先鋒飛車！       | [ note 6 ]   | 鴻野貴光   | 榎本明廣   | 中村憲由   | 五十嵐俊介                            | 4月26日       |
| 第5話            |          | 燃燒吧！渦輪火焰先鋒飛車！         |              | 山田由香   |            | 粟井重紀   | 田内亞矢子                            | 5月3日        |
| 第6話            |          | 包夾！從地底與空中追擊！           |              | 大知慶一郎 | 清水聰     | 島崎奈奈子 | 加藤壯                                | 5月10日       |
| 第7話            |          | 禁止進入！獅王有危險！？           |              | 中村浩二郎 | 飯島正勝   | 岩田義彥   | 藤田和行                              | 5月17日       |
| 第8話            |          | 雙胞胎衝刺！背後交給對方作戰！     |              | 高橋奈津子 | 榎本明廣   | 吉本毅     | 元廣和惠                              | 5月24日       |
| 第9話            |          | 一飛沖天！地球防衛隊 翔鷹飛鯊！    |              | 中村浩二郎 | 矢野博之   | 藤代和也   | 石動仁 小宮山由美子 白石悟            | 5月31日       |
| 第10話           |          | 來襲！地球防衛隊 戟虎黑豹！        | [ note 7 ]   | 鴻野貴光   | 宮﨑渚     | 日下直義   | 難波功                                | 6月7日        |
| 第11話           |          | 急轉彎！驅與劍齒虎！               |              | 山田由香   | 中川聰     | 島崎奈奈子 | 橫山隆                                | 6月14日       |
| 第12話           |          | 發動！扭力岩與螺旋驚濤！           |              | 大知慶一郎 |            | 粟井重紀   | 田内亞矢子                            | 6月21日       |
| 第13話           |          | 先鋒對決！                         |              | 鴻野貴光   | 榎本明廣   | 吉本毅     | 酒井強至 山縣研一                     | 6月28日       |
| 第14話           |          | 前進吧！少年探險隊                 |              | 高橋奈津子 | 宮﨑渚     | 岩田義彥   | 藤田和行                              | 7月5日        |
| 第15話           |          | 突襲！傳說中的維修工！             |              | 中村浩二郎 | 飯島正勝   | 中村憲由   | 五十嵐俊介                            | 7月12日       |
| 第16話           |          | OK寶貝！地球防衛隊 野牛凶鱷！      |              | 山田由香   | 島崎奈奈子 | 島崎奈奈子 | 柳田幸平                              | 7月19日       |
| 第17話           |          | 守護吧！鐵壁號角之盾！             |              | 大知慶一郎 | 中川聰     | 藤代和也   | 石動仁 小宮山由美子 白石悟            | 7月26日       |
| 第18話           |          | 一拳擊碎！揮天輪錘！               |              | 佐藤慎司   | 高橋滋春   | 中西伸彰   | 山﨑輝彥 海保仁美 上野沙彌佳          | 8月2日        |
| 第19話           |          | 威脅！閃電漂移形態先鋒飛車！       |              | 鴻野貴光   | 矢野博之   | 中村憲由   | 飯飼一幸 山村俊了 鎌田耕一            | 8月9日        |
| 第20話           |          | 赤紅閃光！GT-R先鋒飛車！           |              | 中村浩二郎 | 榎本明廣   | 粟井重紀   | 田内亜矢子                            | 8月16日       |
| 第21話           |          | 超越極限！靈魂的極速合體！         |              | 山田由香   | 飯島正勝   | 岩田義彦   | 藤田和行                              | 8月23日       |
| 第22話           |          | 永別！劍齒虎暴走！                 |              | 高橋奈津子 | 中川聰     | 中村憲由   | 五十嵐俊介                            | 8月30日       |
| 第23話           |          | 重新起步！調查超古代文明！         |              | 大知慶一郎 | 中村里美   | 吉本毅     | 橫山隆                                | 9月6日        |
| 第24話           |          | 最頂尖最強！核心先鋒飛車Supra！    | [ note 8 ]   | 鴻野貴光   | 榎本明廣   | 藤代和也   | 石動仁 小宮山由美子 白石悟            | 9月13日       |
| 第25話           |          | 冰凍！暴風雪形態先鋒飛車！         |              | 佐藤慎司   | 宮﨑渚     | 島崎奈奈子 | 難波功 高橋惠                         | 9月20日       |
| 第26話           |          | 上升！漂浮要塞戰艦島！             | [ note 9 ]   | 中村浩二郎 | 矢野博之   | 岩田義彥   | 吉田肇 吳耀                           | 9月27日       |
| 第27話           |          | 威武！地球防衛隊 霸王三角龍！      |              | 鴻野貴光   |            | 粟井重紀   | 田内亞矢子                            | 10月4日       |
| 第28話           |          | 進攻！地球防衛隊猜謎大會！         |              | 山田由香   | 宮崎渚     | 日下直義   | 元廣和惠                              | 10月11日      |
| 第29話           |          | 孤高之車！核心先鋒飛車NSX！        |              | 大知慶一郎 | 中川聰     | 岡村正弘   | 藤田和行                              | 10月18日      |
| 第30話           |          | 雙翼戰甲！紅翼龍與藍翼龍！         |              | 高橋奈津子 | 榎本明廣   | 中西伸彰   | 山﨑輝彦 菅原美智代 上野沙彌佳 乘富梓 | 10月25日      |
| 第31話           |          | 超高速！藍翼戰甲翔鷹風暴！         |              | 佐藤慎司   | 宮崎渚     | 中村憲由   | 五十嵐俊介                            | 11月1日       |
| 第32話           |          | 沉睡獅子王！紅翼戰甲極速先鋒劍！   |              | 中村浩二郎 | 島崎奈奈子 | 日下直義   | 柳田幸平 元廣和惠                     | 11月8日       |
| 第33話           |          | 震撼！地獄牛仔競技！               |              | 大知慶一郎 | 中川聰     | 中村憲由   | 飯飼一幸 山村俊了 鎌田耕一            | 11月15日      |
| 第34話           |          | 終點旗！我們的先鋒G！              |              | 鴻野貴光   | 飯島正勝   | 藤代和也   | 石動仁 小宮山由美子 白石悟            | 11月22日      |
| 第35話           |          | 補充能量！家族團圓！               | [ note 10 ]  | 高橋奈津子 | 宮崎渚     | 岩田義彥   | 藤田和行                              | 11月29日      |
| 第36話           |          | 失控！超級橫跨長距離賽車！         |              | 佐藤慎司   | 清水聰     | 島崎奈奈子 | 橫山隆                                | 12月6日       |
| 第37話           |          | 風雲！突擊母船歐！                 | [ note 11 ]  | 鴻野貴光   | 榎本明廣   | 粟井重紀   | 田内亞矢子                            | 12月13日      |
| 第38話           |          | 激戰！巨峽谷大決戰！               |              | 鴻野貴光   | 飯島正勝   | 内沼菜摘   | 本田隆 Ku Ja Cheon Cha Myoung Jun     | 12月20日      |
| 第39話           |          | 倒數計時！地球防衛隊的祕密！       |              | 山田由香   | 後信治     | 松井郁洋   | 高橋惠                                | 12月27日      |
| 第40話           |          | 飛向宇宙！太空轉換計劃！           |              | 中村浩二郎 | 矢野博之   | 吉本毅     | 難波功 柳田幸平                       | 1月10日       |
| 第41話           |          | 考驗！雪白神明的羽翼！             |              | 山田由香   | 中川聰     | 西村大樹   | 陳亮 王敏                             | 1月17日       |
| 第42話           |          | 薩比覺醒！地球有危險了！           |              | 大知慶一郎 | 宮崎渚     | 岩田義彥   | 藤田和行 Studio無限                   | 1月24日       |
| 第43話           |          | 不踩煞車！流浪的黑暗侵略者！       |              | 佐藤慎司   | 榎本明廣   | 日下直義   | 高橋惠 元廣和惠                       | 1月31日       |
| 第44話           |          | 集結！地球聯合隊！                 |              | 高橋奈津子 | 飯島正勝   | 中村憲由   | 五十嵐俊介 古池敏也                   | 2月7日        |
| 第45話           |          | 完成！獸神轉換先鋒飛車！           |              | 鴻野貴光   | 渡部穩寬   | 島崎奈奈子 | 橫山隆                                | 2月14日       |
| 第46話           |          | 反擊！陸地與空中雙面夾攻！         |              | 中村浩二郎 | 中川聰     | 藤代和也   | 石動仁 小宮山由美子 白石悟            | 2月21日       |
| 第47話           |          | 漆黑！消失的友誼！                 |              | 大知慶一郎 | 宮崎渚     | 岩田義彥   | 藤田和行                              | 2月28日       |
| 第48話           |          | 靈魂的鼓動！救回搭檔！             |              | 佐藤慎司   | 榎本明廣   | 吉本毅     | 柳田幸平 高橋惠                       | 3月7日        |
| 第49話           |          | 最終決戰！攻破薩比破壞者大作戰！   |              | 大知慶一郎 | 飯島正勝   | 粟井重紀   | 田内亞矢子                            | 3月14日       |
| 第50話           |          | 拉距戰！友情指數無限大！           |              | 鴻野貴光   | 中川聰     | 日下直義   | 橫山隆                                | 3月21日       |
| 第51話（最終回） |          | 裝載！先鋒飛車極速合體地球防衛隊！ |              | 山田由香   | 矢野博之   | 吉本毅     | 難波功 元廣和惠                       | 3月28日       |

## 腳註
1. ↑  即現實之群馬縣草津溫泉。
2. ↑  即現實之上野動物園。
3. ↑  即現實之浙江省。
4. ↑  即現實之山口縣秋吉台。
5. ↑  即現實之納斯卡線條。
6. ↑  第3話片尾預告記為，此以實際集數標題為準。
7. ↑  第9話片尾預告記為，此以實際集數標題為準。
8. ↑  第23話片尾預告記為，此以實際集數標題為準。
9. ↑  第25話片尾預告記為，此以實際集數標題為準。
10. ↑  第34話片尾預告記為，此以實際集數標題為準。
11. ↑  第36話片尾預告記為，此以實際集數標題為準。

## 外部連結
- 電視動畫「Tomica Earth Granner 地球防衛隊」官方網站（日語）
- 大阪電視台官網上關於Tomica Earth Granner 地球防衛隊的介紹頁面（日語）
- bilibili上的《地球先锋队（中配版）》节目/剧集（简体中文）